# 机会驱动多重接取
机会驱动多重接取（ODMA）是UMTS的一个通信中继協定标准，由歐洲電信標準協會（ETSI）于1996年首次提出。ODMA已被第三代合作伙伴计划3GPP采用，用以提高在TDD模式下的UMTS网络的效率。ODMA的其中一項目標是提高“以無線電向細胞(cell)邊界傳輸”的容量和覆蓋範圍。細胞覆盖区域下的移動電台可以直接与基地台通信，即使到細胞边界之外，移動電台仍可以存取网络并通过多躍（multihop）传输与基地台通信。細胞内部具有高資料傳輸率的移動電台則作為多躍中继。 
机会驱动多重接取（ODMA）的概念最初由南非SRD有限公司的David Larsen和James Larsen于1978年构思并申请专利。 （页面存档备份，存于）
1999年，由於網路的複雜性问题，3GPP委員會正式提交了ODMA標準。這項技術由持有關鍵專利的IWICS持續開發和改進。 

## ODMA技术
基本概念
隨著行動電話的使用和互聯網多媒體服務的爆炸式發展，無線網路變得越來越擁擠。需求增加提高了我們的預期，同時也造成容量問題和對更大頻寬的需求。但是，如果無線裝置的傳輸功率能夠顯著降低，那麼就有了一個潛在的解決方案。也就是改善信噪比：信噪比會受到許多參數（包括無線電頻率和路徑）的影響。机会驱动多重接取 （ODMA）會不斷地決定沿著路徑的最佳點，來支持每一次的傳輸。 
适应性ODMA會使用多項适应性技术来优化通信，其中一項強大的技术是路徑分集。 從始發地到目的地，ODMA的站點會用一种智能、高效的方式來中继传输。 
用户共同建構网络

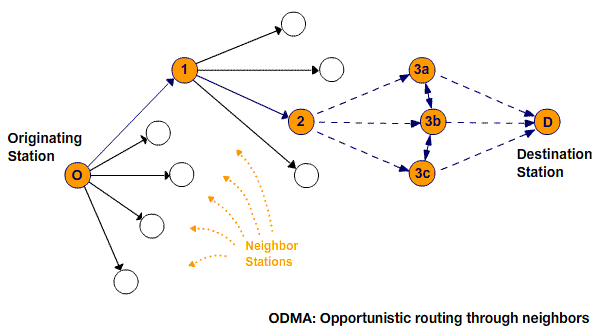
ODMA路由

隨著用戶加入網絡，可用的最佳路徑將會增加，這支持了ODMA的一個基本觀點：通信是動態的、局部的，而且最好是站點級別的控制，而不是從某個中央的源頭來控制。每個ODMA網路站都是一個智能叢發模的无线电收发装置，可以在某些時候使用所有可用的頻寬。 然而，與任何技術一樣，天氣或一般的網站條件會影響傳輸。 
次頻帶效率
與蜂巢狀网络一样，ODMA網路的站點運作在相同的寬頻帶中，但跳頻會在較低的數據速率下引入子頻帶。由於傳輸是基于封包、無連接式的，所以站点中继的封包来自於相邻站点。 对于每个封包，站点可以藉由大幅度调整路由、功率、資料速率、封包长度、频率、時間視窗和資料品質来优化传输。 每个站點都有责任和很大的自主权對当前环境進行路由和增强对適應性的服务。 为了安全起见，站点要接受网络管理员的授权。 